# Carajá
Carajá (Karajá; izgovor karaža), pleme američkih Indijanaca iz istočnog Brazila, nastanjeno uz rijeku Araguaiu (otok Ilha do Bananal) u državi Goiás i Tocantins. Carajá, Karajá ili Karajá, srodni su plemenskim skupinama Xambioá i Javahé, s kojima čine jezičnu porodicu Carajan, velika porodica Macro-Ge. 
Carajá žive u stalnim naseljima, u kućama prekrivenih slamom. Bave se obrađivanjem zemlje i ribolovom. Njihov otok dug je više od 200 kilometara i imaju na njemu nekoliko sela. Prema Evi Lips uzgajaju deset vrsta kukuruza i četiri vrste manioke, a glavna hrana im je riba. Ribu love lukom i strijelom, otrovom, vršama i harpunama. Lov je Karažama bitan samo za jednu stvar, a to je perje, iz kojega proizvode svoj nakit.
Odjeća Karaža se oskudna. Nose zbog toga mnogo nakita, a muškarci buše donju usnu kroz koju objese labret koji ponekad visi sve do ispod prsiju. Prepoznatljiva plemenska oznaka je tetovirani kružić ispod svakog oka (vidi).
Karaže su šamanisti. Slično Bušmanima šaman posjeduje maleni luk-sibate (Eva Lips, Indijanci), koji na vršku ima dva zmijska zuba. Strijela iz tog luka, kao i ona iz bušmanskog pištolja, odapeta u smjeru neprijatelja dovest će do toga da će ovaj oboliti od neizlječive bolesti.
- keramički kip
- keramički kip

## Vanjske poveznice
Carajá